# Samuel Johnson (calciatore 1973)
Samuel Johnson (Accra, 25 luglio 1973) è un ex calciatore ghanese, di ruolo centrocampista.

## Carriera

### Club
Ha giocato nel campionato ghanese, greco e turco.

### Nazionale
Con la maglia della nazionale ha esordito nel 1994, venendo convocato per quattro edizioni della Coppa d'Africa.

## Palmarès

### Club

#### Competizioni nazionali
- Coppa del Ghana: 1

Hearts of Oak: 1993-1994
- Campionato turco: 1

Fenerbahce: 2000-2001